# Orthotrichia spiralina
Orthotrichia spiralina är en nattsländeart som beskrevs av Statzner 1977. Orthotrichia spiralina ingår i släktet Orthotrichia och familjen smånattsländor. Inga underarter finns listade i Catalogue of Life.